# Gare de Fontaine-sur-Somme
Pour les articles homonymes, voir Gare de Fontaine.
La gare de Fontaine-sur-Somme, également appelée gare de Fontaine, est une ancienne gare ferroviaire française de la ligne de Longueau à Boulogne-Ville, située sur le territoire de la commune de Fontaine-sur-Somme, dans le département de la Somme, en région Hauts-de-France.
Après être devenue une halte, elle a été fermée dans les années 2000 par la Société nationale des chemins de fer français (SNCF).

## Situation ferroviaire
Établie à 11 mètres d'altitude, la gare de Fontaine-sur-Somme est située au point kilométrique (PK) 163,000 de la ligne de Longueau à Boulogne-Ville, juste avant un passage à niveau,, entre la gare fermée de Long-Le Catelet et la gare ouverte de Pont-Remy.

## Histoire
La section Amiens – Abbeville de la ligne de Longueau à Boulogne-Ville a été mise en service le 15 mars 1847 par la Compagnie du chemin de fer d'Amiens à Boulogne. Cependant, la gare n'a pas été ouverte en même temps.
Après être devenue une halte, elle a été fermée par la SNCF après 1960, en l'occurrence en 2001 ou 2005 (dans le cadre d'une modernisation de la ligne). Elle était auparavant desservie par des trains omnibus TER Picardie, effectuant des missions entre Amiens et Abbeville.

## Service des voyageurs
Fontaine-sur-Somme est fermée à tout trafic ferroviaire.
Néanmoins, un service de Taxi TER à la demande permet aux habitants de la commune d'effectuer la correspondance, en gare de Longpré-les-Corps-Saints, avec la ligne P21 du réseau TER Hauts-de-France (trains Abbeville – Amiens / Albert).

## Patrimoine ferroviaire

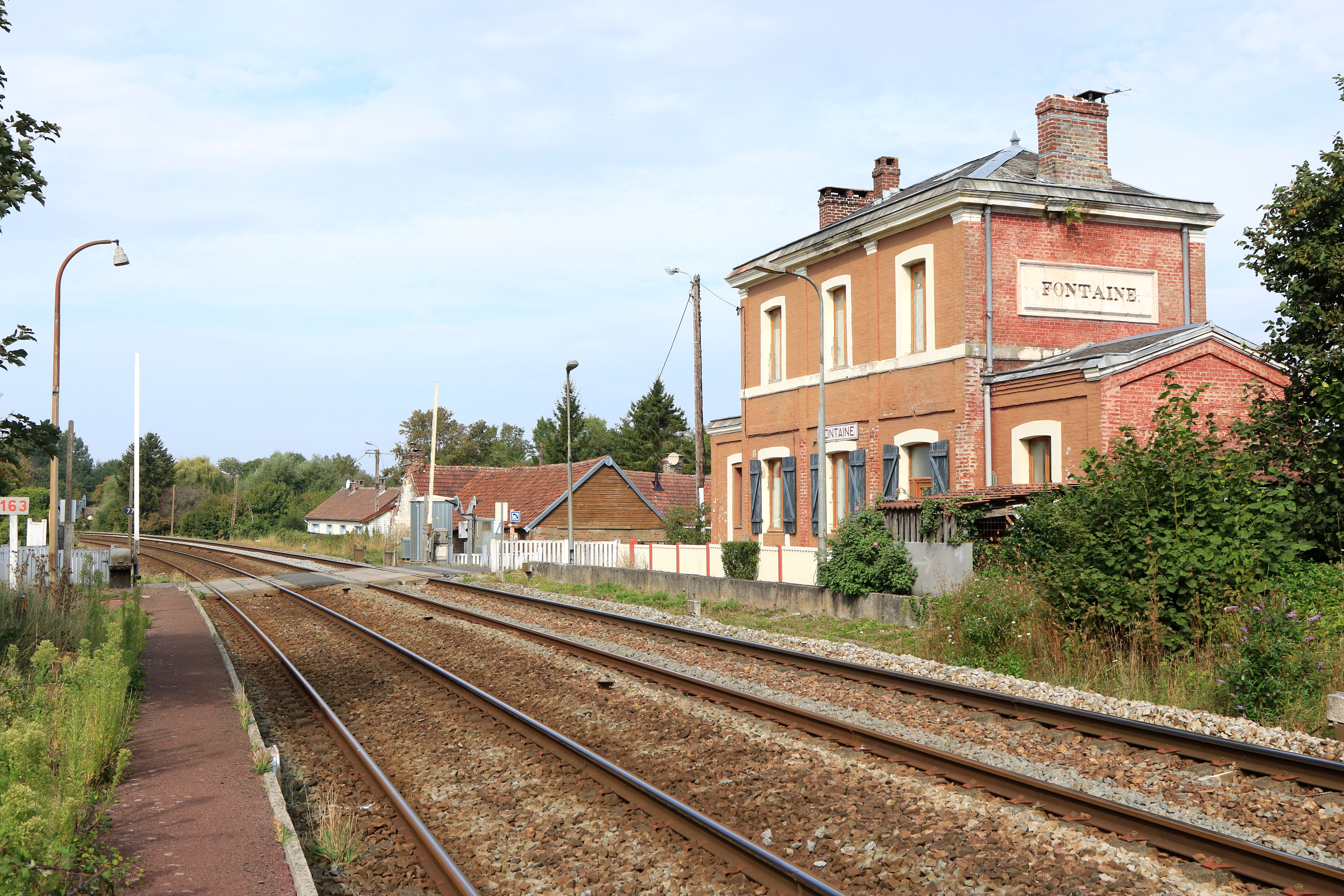
Vue générale de l'ancienne gare, en direction d'Abbeville.

L'ancien bâtiment voyageurs, revendu à un particulier, est devenu une habitation. En outre, un quai subsiste.